# Lamb (álbum)
Lamb es el álbum debut del grupo británico de música electrónica Lamb, lanzado en 1996.

## Lista de canciones
1. "Lusty"
2. "God Bless"
3. "Cotton Wool"
4. "Trans Fatty Acid"
5. "Zero"
6. "Merge"
7. "Gold"
8. "Closer"
9. "Gorecki"
10. "Feela"
11. "Cotton Wool (Fila Brazilia Remix)" (Viene como un hidden track en la canción "Feela".)

- Datos: Q1939278